# Vuores
Vuores est un quartier de Tampere et de Lempäälä en Finlande.

## Description
Vuores est une zone à la frontière de Tampere et de Lempäälä, où les communes construisent un quartier commun. 
Chaque commune construit sur son propre territoire, mais un plan directeur partiel a été élaboré en coopération. 
Du côté de Tampere, la construction a débuté en 2010. 
La zone est géographiquement diversifiée et il y a de nombreux lacs.
Des maisons à plusieurs étages, mitoyennes et individuelles sont en cours de construction dans les quartiers résidentiels de Vuores.
Le centre du quartier abrite des services tels que des écoles et des centres d'affaires et un parc central. 
La partie de Vuores qui appartient à Lempäälä a des services publics fournis par la ville de Tampere que Lempäälä paie à Tampere.
Les quartiers voisins de Vuores sont Hervanta, Peltolammi et Lakalaiva.

## Transports
Le transports sont assurés par des bus.
Le pont de Särkijärvi reliant Vuores au centre de Tampere a été ouvert à la circulation début juillet 2011.

## Galerie

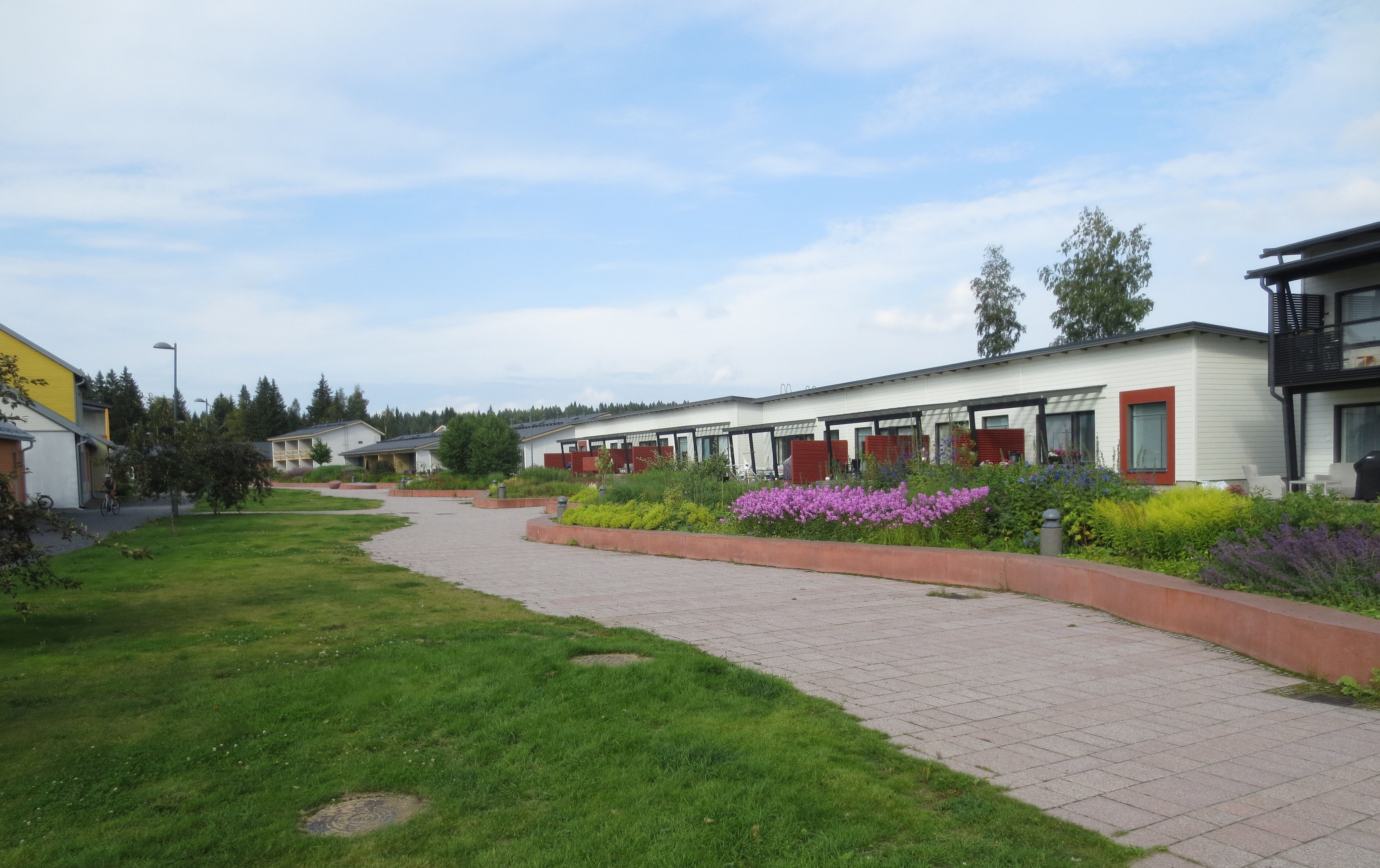
Kirjailijanpuisto.
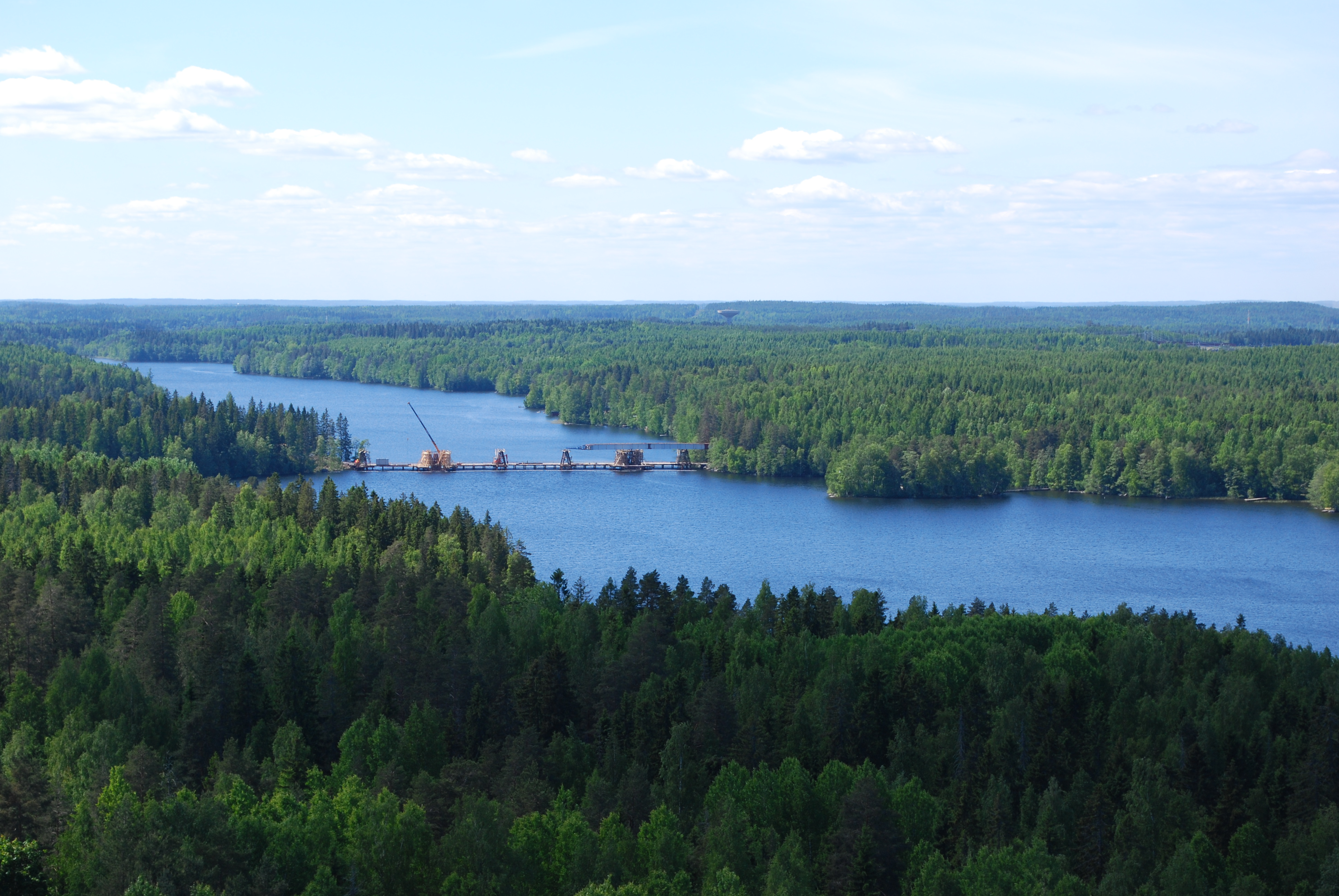
Construction du pont de Särkijärvi en 2010.